# Ткач Юлія Сергіївна
Юлія Сергіївна Ткач (нар. 19 червня 1977) — український хоровий та симфонічний диригент, педагог, музикознавець, громадський діяч.
Художній керівник та головний диригент Академічного хорової капели Українського радіо. Доцент Кафедри хорового диригування Національної музичної академії України ім. П. І. Чайковського.Народна артистка України, Лауреат Премії імені Миколи Лисенка.Кандидат мистецтвознавства, доктор філософії з мистецтва. Член Національної музичної спілки України, член Координаційної ради Хорового товариства імені Миколи Леонтовича.

## Біографічні відомості

### Освіта
Народилась в Києві.
2002 року закінчила Національну музичну академію України ім. П.Чайковського (клас засл.діяча мистецтв України, професора В.А.Дженкова), диригентсько-хоровий факультет;  у 2010 році – асистентуру-стажування кафедри хорового диригування Національної музичної академії України ім. П.Чайковського (клас Героя України, народного артиста України, професора Є.Г.Савчука); в 2012 році – захистила дисертацію на тему: «Індивідуальний виконавський стиль диригента-хормейстера: теоретичний та практичний аспекти (на прикладі Національної заслуженої академічної капели України «Думка») (науковий керівник – доктор мистецтвознавства, професор В.І.Рожок); в 2020 році – закінчила оперно-симфонічний факультет Національної музичної академії України імені П.Чайковського (клас народного артиста України, професора В.Ф.Сіренка).

### Професійна діяльність
У 1998 році як хормейстер Народної хорової капели вчителів «Світоч» (керівник М. Юрченко) та як керівник Студентського хору Національного лінгвістичного університету. Викладала диригування і хорові дисципліни в Київському педагогічному коледжі ім. К. Д. Ушинського (музично-педагогічне відділення) та в Київській середньо-спеціальній музичній школі-інтернаті ім. М. В. Лисенка.
З 2003 — хормейстер, а з 2010 —  художній керівник та головний диригент Академічної хорової капели імені П.Майбороди Українського радіо.
Колектив під орудою Юлії Ткач набув нових мистецьких якостей, відкрив нову яскраву сторінку своєї діяльності, став одним серед кращих колективів України і Європи, що відмічено в більше ніж 80 публікаціях, рецензіях, відгуках про творчу діяльність Юлії Ткач у вітчизняних та іноземних виданнях.[джерело?]
В творчому доробку Ю.Ткач близько 500 високопрофесійних записів до Фонду Українського радіо; близько 600 виступів на концертних майданчиках Києва, України, Європи, світу. Більша частина репертуару – твори сучасних українських композиторів, світова класика; діяльність мисткині направлена на промоцію сучасного виконавського мистецтва в Україні та світі.[джерело?]
Юлія Ткач є автором та диригентом-постановником медіапроєктів Українського радіо та UA:Суспільного за участю Хору Українського радіо, що промотують високе академічне мистецтво для багатомільйонної національної аудиторії.
Юлією Ткач засновано цикли класичних програм на Українському радіо та UA:Суспільному – «ЗУСТРІЧ ЕПОХ», «ПОСТАТІ» та інших.[джерело?]
За ініціативою Юлії Ткач було створено науково-публіцистичний фільм  про історію та діяльність Хору Українського радіо під назвою «Молитва над обрієм», режисер Олена Ілляшенко; видано ряд наукових статей; випущено монографію «В ефірі Хор Українського радіо» про історію та сьогодення колективу. Автор – кандидат мистецтвознавства, артистка-солістка хору Тетяна Коробка.
Наукова діяльність Юлії Ткач присвячена проблемам диригентської творчості. Основні напрями зосередженні навколо питань диригентської інтерпретації та індивідуального виконавського стилю диригента-хормейстера. Наряду з творчою та науково-педагогічною діяльністю Юлія Ткач є активним учасником громадсько-культурних процесів країни; членом та головою журі Всеукраїнських мистецьких конкурсів; Головою Державної комісії Київської муніципальної музичної академії імені Р.Глієра; членом комісій конкурсних прослуховувань до професійних хорових колективів столиці.
У 2009 вийшов компакт-диск під назвою «Академічний хор ім. П. Майбороди. Диригує Ю. Ткач», а у 2012 році разом із народним артистом України Тарасом Штондою — компакт-диск «Господи, Господи, силою Твоєю».[джерело?]
У 2012 році за високопрофесійну діяльністю, самовіддане служінням за для розвитку і збагачення музичної культури України Юлію Ткач було удостоєно звання «Заслужений артист України»;
у 2018 році – Лауреат Мистецької премії імені Миколи Лисенка;
у 2019 році – Хор на чолі з Юлією Ткач став Лауреатом Мистецької премії імені Миколи Леонтовича.
У 2024 році Юлія Ткач удостоєна звання «Народний артист України».